# 分部嘉高
分部 嘉高（わけべ よしたか）は、江戸時代前期の大名。近江国大溝藩3代藩主。官位は従五位下・若狭守。

## 生涯
慶安元年（1648年）9月19日、2代藩主・分部嘉治の長男として誕生。母は備中松山藩主池田長常の娘。
明暦4年（1658年）7月9日、父の嘉治が妻の叔父の池田長重と対談中に刃傷沙汰となり、長重はその場で斬殺、嘉治も傷がもとで翌日死亡するという事件が発生する。このため11歳の嘉高がその跡を継ぐこととなった。同年（万治元年）の閏12月2日に遺領相続が認められ、同10日に徳川家綱に御目見。この際、父が遺した青江の刀を家綱に献上した。万治3年（1660年）12月28日、従五位下若狭守に叙任。
寛文2年（1662年）5月1日、寛文近江・若狭地震が発生し、琵琶湖西岸から若狭地方に大きな被害を出した。大溝での震度は6以上と推定され、大溝領内で家屋敷の倒壊1022軒、死者30名余の被害が報告されている。大溝藩は領内の被害が甚大であることを理由として、前年秋に命じられていた仙洞御所の作事手伝いを5月11日に免除された。地震発生時点で仙洞御所の工事は未実施であり、大溝藩は作事手伝いのために準備した資金や人員を城下及び領内の復興に回したと考えられる。
寛文3年（1663年）8月には、越前の真宗高田派の真教・専誉父子を預けられる。寛文5年（1665年）、初めて領国に入る。
寛文6年（1666年）、藩領内において大洪水のために凶作となると、嘉高は所持していた郷義弘の名刀を4代将軍・徳川家綱に献上し、その見返りとして得た黄金400枚を領内の復興と窮民救済に当てた。この寛文6年には「大溝酒造仲間」16株が成立する。
寛文7年（1667年）6月12日、死去。享年20。嘉高には嗣子がなく、末期養子として母のいとこにあたる分部信政（旗本池田長信の三男）が迎えられた。

## 系譜
特記事項のない限り、『寛政重修諸家譜』による。
- 父：分部嘉治
- 母：池田長常の娘
- 正室：有馬康純の娘
- 養子：分部信政 - 池田長信の三男[11]